# Erich von Beckedorff
Erich Aloysius Maria von Beckedorff (* 30. September 1855 in Grünhof, Kreis Regenwalde; † 15. Mai 1936) war ein preußischer Generalleutnant.

## Leben
Er stammte aus dem preußischen Adelsgeschlecht von Beckedorff und war der Sohn von Ernst von Beckedorff (1823–1868).
Aufgrund seiner für das Königreich Preußen und das Deutsche Reich erworbenen militärischen Verdienste stieg Erich von Beckedorff bis zum Rang eines Generalleutnants auf, welcher mit dem Titel Exzellenz und dem Anspruch auf entsprechende Anrede verbunden war. Im Ersten Weltkrieg erscheint er 1917 als Kommandeur der 48. Division.